# Náměšť nad Oslavou - zámeček
Náměšť nad Oslavou - zámeček este o arie protejată (arie specială de conservare — SAC, sit de importanță comunitară — SCI) din Republica Cehă întinsă pe o suprafață de 0,08 ha, integral pe uscat.

## Localizare
Centrul sitului Náměšť nad Oslavou - zámeček este situat la coordonatele 49°12′34″N 16°09′55″E / 49.209444°N 16.165278°E.

## Înființare
Situl Náměšť nad Oslavou - zámeček a fost declarat sit de importanță comunitară în aprilie 2005 pentru a proteja 1 specie de animale. Situl a fost protejat și ca arie specială de conservare în aprilie 2014.

## Biodiversitate
Situată în ecoregiunea continentală, aria protejată nu include niciun habitat protejat.
La baza desemnării sitului se află o specie protejată de  mamifere: liliac cărămiziu (Myotis emarginatus).